# FK IMT
FK IMT (Servisch: ФК ИМТ) is een Servische voetbalclub uit Novi Beograd.
De club werd opgericht in 1953 als bedrijfsclub van de gelijknamige producent van landbouwmachines en tractoren Industrija mašina i traktora (IMT). In 1987 promoveerde de club naar het regionale vierde niveau rond Belgrado in voormalig Joegoslavië. In 2014 promoveerde IMT naar het derde niveau. Tijdens het vanwege COVID-19 onderbroken seizoen 2019/20 stond de club op de eerste plaats en werd aangewezen voor promotie. In 2023 promoveerde de club als kampioen van de Prva Liga voor het eerst naar de Superliga. Daar  speelt IMT haar thuiswedstrijden in het Voždovac Stadion in Belgrado dat plaats biedt aan 5175 toeschouwers omdat het eigen IMT Stadion niet aan de eisen van de bond voldoet. De sponsor van de club is Meridian Sport.

## Eerlijst
- Prva Liga: 2022/23
- Srpska Liga Belgrado: 2019/20
- Zone Liga Belgrado: 2013/14

Čukarički · 
FK IMT ·
Jedinstvo ·
Mladost Lučani · 
Napredak · 
Novi Pazar ·
OFK Beograd ·
Partizan · 
Radnički 1923 ·
Radnički Niš · 
Rode Ster · 
Spartak · 
Tekstilac ·
TSC · 
Vojvodina · 
Železničar